# 麥克默多撞擊坑
麥克默多撞擊坑（英語：McMurdo）是一個位於火星南海區的撞擊坑，中心座標84.4°S，359.1°W。該撞擊坑直徑30.3公里，以位於南極洲的美國科學中心麥克默多站命名。